# Лыжные гонки на зимних Паралимпийских играх 2018 — открытая эстафета 4×2,5 км
Соревнования по лыжным гонкам в открытой эстафете 4×2,5 км на зимних Паралимпийских играх 2018 года прошли 18 марта. Местом проведения гонки стал лыжно-биатлонный центр «Альпенсия».
Соревнование началось в 11:00 по местному времени (UTC+9).

## Медалисты
| Золото                                                                                            | Серебро                                                                  | Бронза                                                                               |
| Франция Бенжамин Давье Антони Шалансон ведущий: Симон Вальверд Тома Кларион ведущий: Антуан Болле | Норвегия Нильс-Эрик Ульсет Хокон Олсруд Эйрик Бюе ведущий: Арвид Нельсон | Канада Коллин Кэмерон Брайан Маккивер ведущий: Грэм Нисикава ведущий: Рассел Кеннеди |

## Результаты
| Место | Номер | Спортсмен | Страна                                | Время                       | Итоговое время | Отставание |
| ----- | ----- | --- | ------------------------------------- | --------------------------- | -------------- | ---------- |
| 1     | 3     | Бенжамин Давье Антони Шалансон ведущий: Симон Вальверд Тома Кларион ведущий: Антуан Болле                                                           | Франция                               | 5:22,5 5:37,1 6:01,8 5:45,2 | 22:46,6        | –          |
| 2     | 8     | Нильс-Эрик Ульсет Хокон Олсруд Эйрик Бюе ведущий: Арвид Нельсон                                                                                     | Норвегия                              | 5:53,2 5:15,1 6:42,3 5:18,5 | 23:09,1        | +22,5      |
| 3     | 10    | Коллин Кэмерон Брайан Маккивер ведущий: Грэм Нисикава ведущий: Рассел Кеннеди                                                                       | Канада                                | 6:31,2 4:41,2 7:43,3 4:56,7 | 23:52,4        | +1:05,8    |
| 4     | 6     | Юрий Голуб ведущий: Дмитрий Будзилович Никита Ладесов ведущий: Алексей Лукьянов Лидия Графеева                                                      | Беларусь                              | 5:21,1 5:25,2 8:02,4 5:21,6 | 24:10,3        | +1:23,7    |
| 5     | 2     | Ярослав Решетинский ведущий: Назар Стефурак Ольга Прилуцька ведущий: Борис Бабар Григорий Вовчинский Анатолий Ковалевский ведущий: Александр Мукшин | Украина                               | 5:40,4 6:19,3 6:31,2 5:42,0 | 24:12,9        | +1:26,3    |
| 6     | 11    | Денис Петренко Александр Герлиц Александр Колядин                                                                                                   | Казахстан                             | 7:05,0 5:31,0 6:11,5 5:33,7 | 24:21,2        | +1:34,6    |
| 7     | 9     | Мартин Фляйг Нико Мессингер ведущий: Лутц Петер Клаусманн                                                                                           | Германия                              | 6:34,0 5:18,2 7:22,8 5:38,5 | 24:53,5        | +2:06,9    |
| 8     | 4     | Син Ый Хён Квон Сан Хён Ли Чжон Мин | Республика Корея                      | 6:10,8 5:46,7 7:05,6 5:52,6 | 24:55,7        | +2:09,1    |
| 9     | 1     | Пётр Гарбовский ведущий: Якуб Твардовский Витольд Скупень Камиль Рошек                                                                              | Польша                                | 5:37,1 5:54,2 8:08,4 6:28,7 | 26:08,4        | +3:21,8    |
| 10    | 7     | Ду Минюань Ма Минтао Хуан Фэйсян Ван Чэньян | Китай                                 | 7:20,3 6:17,4 7:31,0 6:34,0 | 27:42,7        | +4:56,1    |
| 11    | 12    | Наталья Кочерова Екатерина Румянцева Надежда Фёдорова Наталья Братюк                                                                                | Нейтральные паралимпийские спортсмены | 7:21,4 6:28,5 8:00,2 6:28,3 | 28:18,4        | +5:31,8    |
| 12    | 5     | Эндрю Соул Миа Зуттер ведущий: Кристина Тригстад-Саари Шон Холстед Грейс Миллер                                                                     | США                                   | 6:12,2 6:43,3 7:51,6 7:36,0 | 28:23,1        | +5:36,5    |